# 조지 걸
조지 걸(영어: Georgy Girl)은 실비오 나리자노가 감독한 영국의 1966년 영화이다. 제임스 메이슨 등이 주연으로 출연하였고 로버트 A. 골드스톤 등이 제작에 참여하였다.

## 출연

### 주연
- 제임스 메이슨
- 앨런 베이츠
- 린 레드그레이브

### 조연
- 샬롯 램플링
- 빌 오웬
- 클레어 켈리
- 데니스 커피
- 레이첼 켐슨
- 페기 도프-베이츠
- 댄디 니콜스
- 도러시 앨리슨
- 테렌스 소올
- 졸리언 부스
- 알렉 브리곤지

## 제작진
- 원작자: 마거릿 포스터
- 의상: 메리 퀀트